# Генделяк Сергій Олександрович
Сергій Олександрович Генделяк  (нар. 25 вересня 1992, Снітків, Мурованокуриловецький р-н, Вінницька обл. — 31 жовтня 2023, Первомайське Донецька область) — молодший сержант Збройних сил України, учасник російсько-української війни. Нагороджений орденом “За мужність”  ІІІ ступеня (посмертно).

## Життєпис
Народився Сергій 25 вересня 1992 року в селі Снітків у родині Олександра та Емілії Генделяків. 
У 2009 році закінчив 11 класів Снітківської ЗОШ І-ІІІ ступенів.
З 2009 по 2010 роки навчався в Барському професійному будівельному ліцеї, отримав спеціальність електрогазозварювальника.
Служив у Збройних Силах України з 1 листопада 2010 по 1 листопада 2011 року. 
У час з березня 2012 по червень 2015 року служив у системі органів внутрішніх справ України.
З липня 2015 по квітень 2016 року працював охоронником ТОВ «АТБ» у Києві.
З липня 2017 року проживав у селищі Муровані Курилівці, де працював у приватному бізнесі.
У перші дні повномаштабної війни, 26 лютого 2022 року був призваний до лав ЗСУ.
30 травня 2023 року отримав посвідчення учасника бойових дій (в/ч 2393).
31 жовтня 2023 року під час скидання БПЛА поблизу села Первомайське Покровського району Донецької області отримав поранення, несумісні із життям.
Похований 04 листопада 2023 року на католицькому кладовищі в селі Снітків Могилів-Подільського району Вінницької області.
Без Сергія залишилася дружина Ірина, син Нікіта, сестра Діна та батьки. 

## Нагороди
- 06.12.2022 року  нагороджений грамотою Міністерства оборони України в/ч  А 4628 за зразкове виконання військового обов’язку, професіоналізм, відмінне знання військової справи.
- 03.06.2023 року нагороджений почесною нагородою (відзнака) 70 Окремого Стрілецького Батальйону в/ч А 4628.
- 30.09.2024 відповідно до Указу Президента України В. Зеленського №649/2024 за особисту мужність, виявлену у захисті державного суверенітету та територіальної цілісності України, самовіддане виконання військового обов’язку нагороджений  орденом “За мужність” ІІІ ступеня (посмертно)[2].

## Вшанування пам'яті
На кладовищі на могилі воїна встановлено пам'ятник.